# Epicauta candidata
Epicauta candidata är en skalbaggsart som beskrevs av Champion 1892. Epicauta candidata ingår i släktet Epicauta och familjen oljebaggar. Inga underarter finns listade i Catalogue of Life.